# Giovanni Viafora
Giovanni Viafora (Cosenza, 1870 – New York, 15 giugno 1930) è stato un fotografo e caricaturista italiano.
Lavorò per i maggiori quotidiani di New York, tra cui il The New York Times. I suoi ritratti vennero raccolti nel libro Maschere, edizioni Brentano 1924. Il teatro Metropolitan di New York conserva ancora le cartoline disegno dell'artista. Marito del soprano Gina Ciaparelli (1881-1936), amica di Enrico Caruso, si sposarono a Roma nel 1899, nonostante la contrarietà del padre. Nel 1901 si stabilirono a New York. Direttore della Columbia Records, il 21 febbraio 1907 in occasione della tournée di Giacomo Puccini negli Stati Uniti registrò la voce del compositore e quella della moglie nell'opera Manon Lescaut, oggi riprodotta in un CD celebrativo dei maggiori interpreti pucciniani.
Viafora da ragazzo non godette di buona reputazione essendo stato cacciato dalle scuole del Regno, avendo scagliato un calamaio contro il maestro. Innamorato di Gina, le scrisse lettere d'amore, si sposarono nel 1899 a Roma di nascosto, essendo lei ancora minorenne, e due anni dopo presero la via degli Stati Uniti. Viafora aveva in America il fratello fotografo e l'amicizia di un compaesano, ingegnere Giovanni Broccoli, padre del futuro produttore cinematografico Albert, che gli trovò lavoro come autista presso un'azienda di registrazione e riproduzione sonora. Fu così che Gina ottenne varie registrazioni incise di canzoni di opere liriche. Alla sua scuola di canto di New York fu allieva Evelyn Herbert (1889 - 1975), futura diva del musical.

## Pubblicazioni
- Maschere, edizioni Brentano 1924.
- (EN)  Caricature: 125 Caricatures of Personalities Noted in Finance, Politics, Art, Music, Drama, Legare Street Press, 2021 - ISBN 978-1015352216